# Timothy Samuel Ross
Timothy Samuel Ross (1962 ) es un botánico y profesor estadounidense. Ha estado trabajando en mapeo genómico y sistemática de algunos géneros de las familias Brassicaceae, Rhamnaceae, en la Universidad de California en Berkeley
Publica habitualmente en Madroño.

## Algunas publicaciones
- m.w. Skinner, d.p. Tibor, r.l. Bittman, b. Ertter, t.s. Ross, s. Boyd, a.c. Sanders, r. Shevock, d.w. Taylor. 1995. Research needs for conserving California's rare plants. Am. J. Bot. 84: 1625
- La abreviatura «T.S.Ross» se emplea para indicar a Timothy Samuel Ross como autoridad en la descripción y clasificación científica de los vegetales.[3]